# Overton County
Overton County is een van de 95 county's in de Amerikaanse staat Tennessee.
De county heeft een landoppervlakte van 1.122 km² en telt 20.118 inwoners (volkstelling 2000). De hoofdplaats is Livingston.

## Bevolkingsontwikkeling

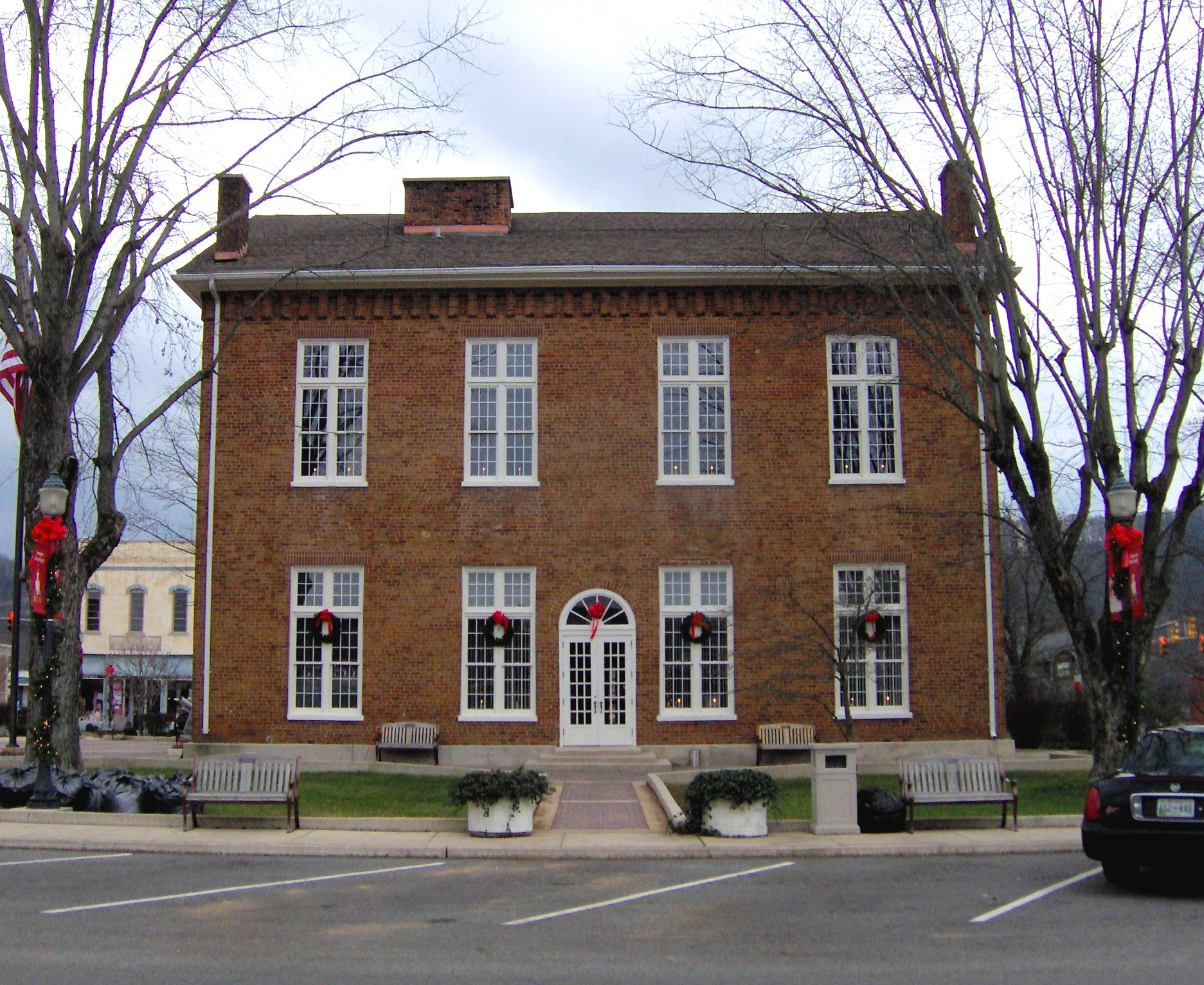
Overton County Courthouse

Anderson County · Bedford County · Benton County · Bledsoe County · Blount County · Bradley County · Campbell County · Cannon County · Carroll County · Carter County · Cheatham County · Chester County · Claiborne · Clay County · Cocke County · Coffee County · Crockett County · Cumberland County · Davidson County · Decatur County · DeKalb County · Dickson County · Dyer County · Fayette County · Fentress County · Franklin County · Gibson County · Giles County · Grainger County · Greene County · Grunby County · Hamblen County · Hamilton County · Hancock County · Hardeman · Hardin · Hawkins County · Haywood County · Henderson County · Henry County · Hickman County · Houston County · Humphreys County · Jackson County · Jefferson County · Johnson County · Knox County · Lake County · Lauderdale County · Lawrence County · Lewis County · Lincoln County · Loudon County · Macon County · Madison County · Marion County · Marshall County · Maury County · McMinn County · McNairy County · Meigs County · Monroe County · Montgomery County · Moore County · Morgan County · Obion County · Overton County · Perry County · Pickett County · Polk County · Putnam County · Rhea County · Roane County · Robertson County · Rutherford County · Scott County · Sequatchie County · Sevier County · Shelby County · Smith County · Stewart County · Sullivan County · Sumner County · Tipton County · Trousdale County · Unicoi County · Union County · Van Buren County · Warren County · Washington County · Wayne County · Weakley County · White County · Williamson County · Wilson County